# スポーツイノベーションカンファレンス
一般社団法人 スポーツイノベーションカンファレンス（SIC）はスポーツ指導者を支援する組織である。
IBM BigBlue、リクシルディアーズ、法政大学オレンジ、東京大学ウォリアーズ、筑波大学エクスキャリバーズの五つのアメリカンフットボールチームにより設立された。

## 概要
- 団体名称：一般社団法人 スポーツイノベーションカンファレンス[2]
- 所在地：東京都江東区有明1-3−33
- 設立日：2017年5月30日
- 代表理事：山田晋三

## 事業内容
以下の四つの事業を中心に活動をしている
- リスク管理事業
- スポーツ団体の運営支援事業
- 日本版NCAAの創設支援事業
- クリニック・イベント事業